# San Pietro in Montorio
San Pietro in Montorio (en castellano «San Pedro en el monte de oro») es un convento de franciscanos españoles en Roma. Actualmente la iglesia sigue abierta al culto y en los antiguos claustros está instalada la Academia de España en Roma. En el primer patio se levanta el famoso tempietto de Bramante. El monasterio sufrió importantes daños en 1849, cuando las tropas francesas atacaron la ciudad para suprimir la Segunda República Romana. Aquí estuvo el último cuartel general de los romanos, se instaló un hospital de sangre y quedó en primera línea de fuego.

## Orígenes
El término Montorio procede de Mons Aureus («Monte de oro»), nombre con el que se conocía la colina del Janículo por su aspecto dorado. Era un lugar de ejecuciones y la tradición cristiana situó aquí el punto donde San Pedro fue crucificado. La primera iglesia que conmemoró este martirio se edificó seguramente en el siglo IX.

## Arquitectura

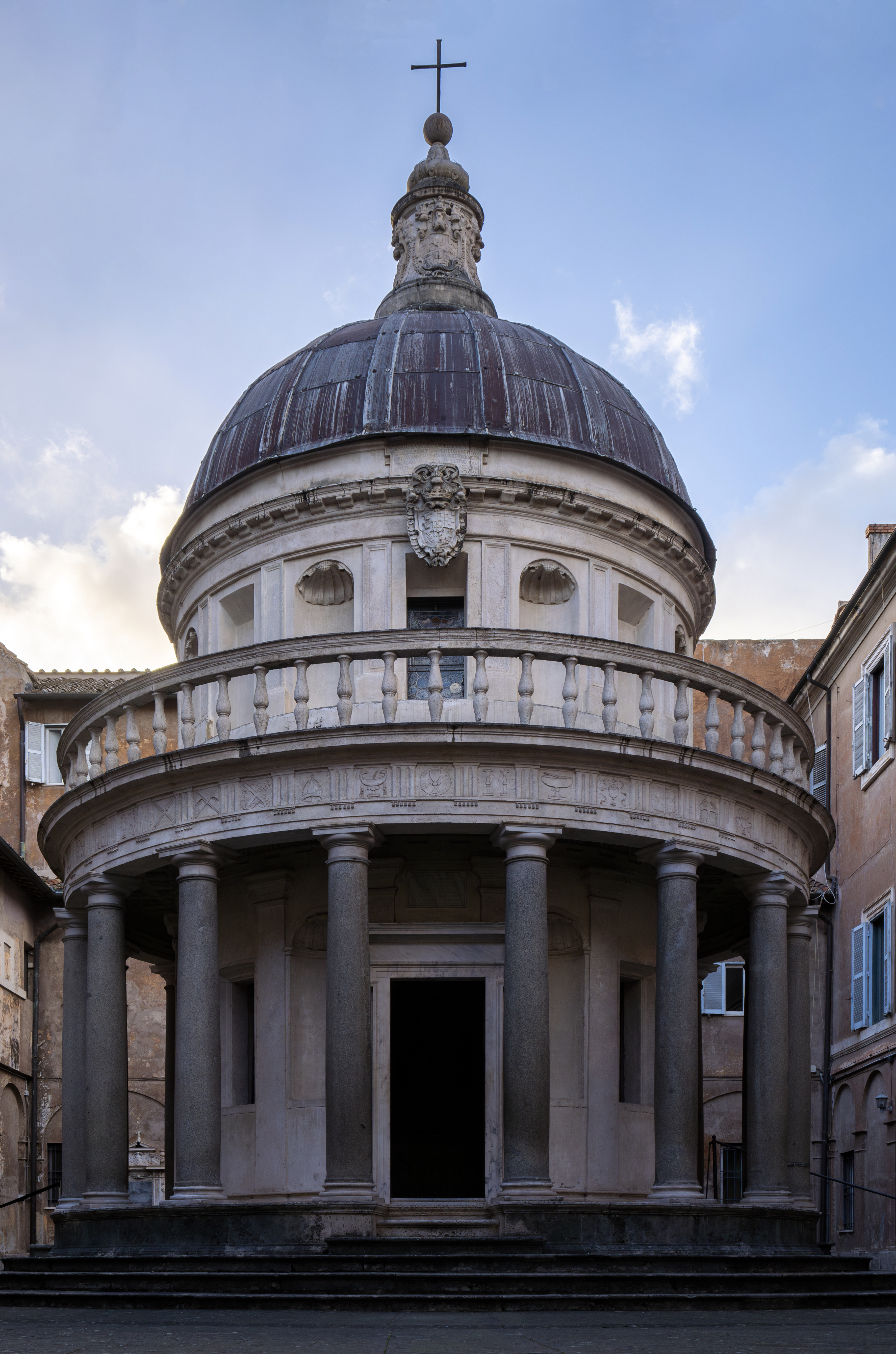
El templete de Bramante.

La iglesia de San Pietro in Montorio fue construida sobre el lugar donde había una antigua iglesia del siglo IX dedicada al apóstol Pedro sobre la colina romana del Janículo. Los Reyes Católicos ordenaron la construcción del nuevo convento, que se levantó entre 1481 y 1500, sin que se sepa a ciencia cierta quién fue el arquitecto. Marca el fin de la Edad Media en el lugar que por tradición se considera que san Pedro fue crucificado. En el siglo XVI Daniele da Volterra y Giorgio Vasari reformaron las capillas del transepto; en el siglo XVII (1605) se levantó la nueva fachada de la iglesia (costeada por el rey Felipe III de España) y hacia 1640 Gian Lorenzo Bernini construyó la capilla del marqués Marcello Raimondi, obra muy interesante por su marcado carácter escenográfico.
Sin duda, la obra más célebre de todo el conjunto monacal es el extraordinario templete de Bramante.

## Pintura
La iglesia conserva pinturas de Baldassarre Peruzzi (Sibilas) o Giorgio Vasari (Conversión de San Pablo); la obra más importante se encuentra en la capilla Borgherini: se trata de las pinturas murales de Sebastiano del Piombo (1518, especialmente la Flagelación pintada a partir de un dibujo de Miguel Ángel). En el altar mayor de la iglesia se encontraba la Transfiguración de Rafael, desde 1809 en los Museos Vaticanos. En las lunetas del antiguo claustro del convento (actual Academia de España) están pintadas escenas de la vida de San Francisco de Asís, atribuidas a Nicolò Circignani.

## Escultura y decoración

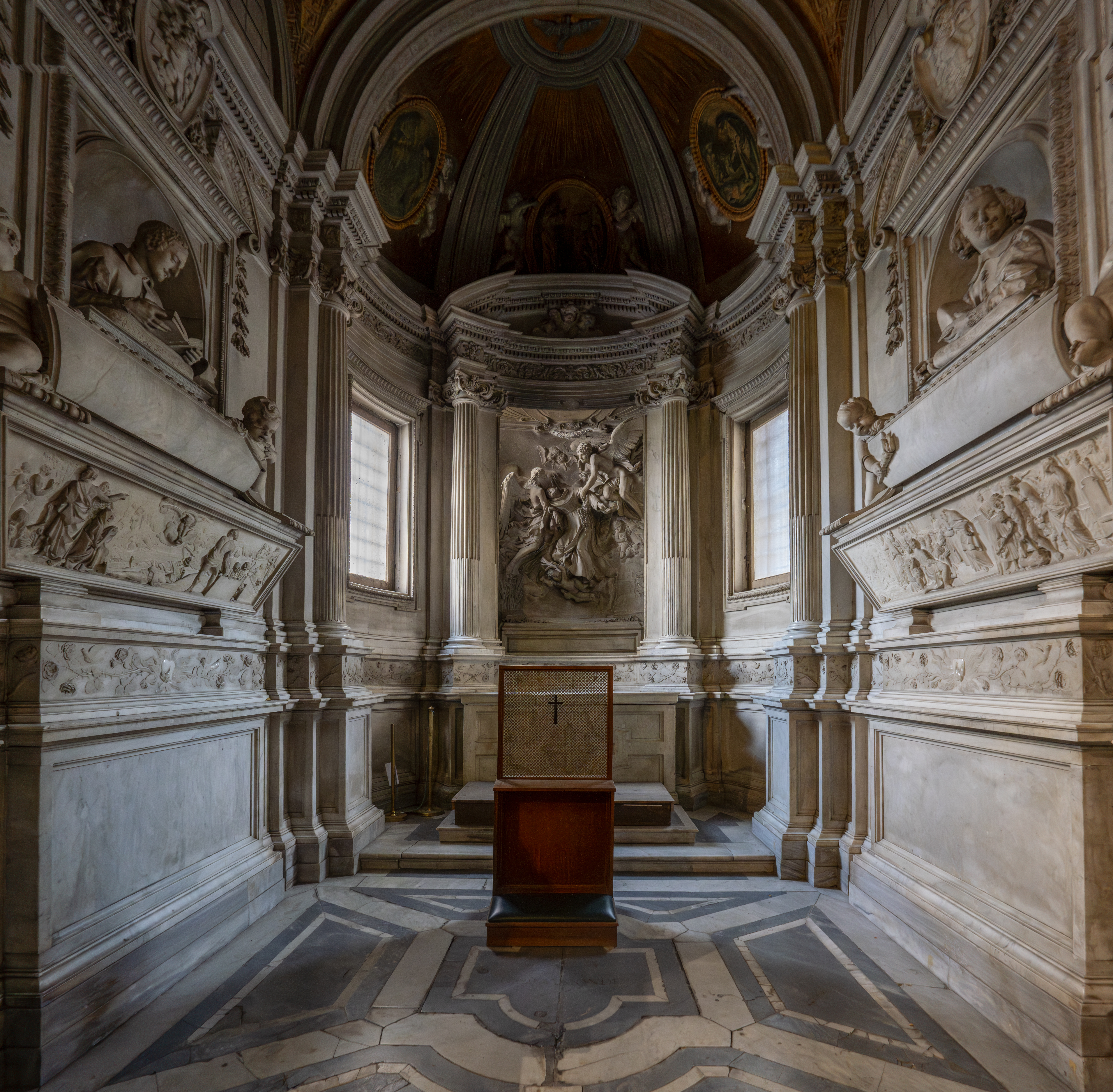
Éxtasis de San Francisco (1642-1646) de Baratta (arquitectura de Bernini).

Destacan las labores en estuco de Stefano Maderno, las estatuas de la Justicia y la Religión de Bartolomeo Ammannati y el bajorrelieve del Éxtasis de San Francisco de Francesco Baratta en la capilla diseñada por Bernini.

## Título cardenalicio
Desde el 13 de abril de 1587 la iglesia de San Pietro in Montorio está adscrita a un título cardenalicio, instituido por el papa Sixto V.

## Tumbas de los príncipes irlandeses

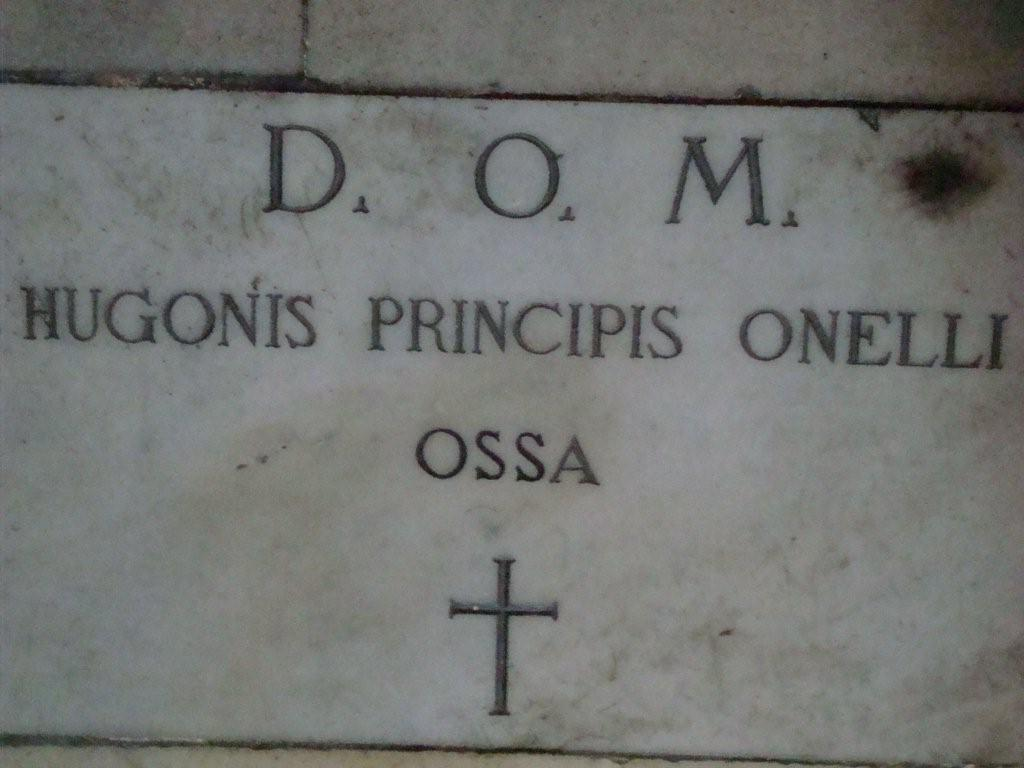
Inscripción en la tumba de Hugh O'Neill.

En el altar mayor se encuentran dos tumbas: la de Hugh O'Neill, The O'Neill, el segundo Conde de Tyrone y su hijo Hugh que murió antes, y la tumba compartida por Rory O'Donnell, 1st Earl of Tyrconnell, y su hermano Cathbharr, ambos hermanos menores de Red Hugh O’Donnell.
Estos huyeron de Irlanda en 1607. Rory, Lord Tyrconnell, murió en 1608, su hermano Cathbharr ("Calfurnius" en la inscripción) y Hugh, el hijo del Gran Conde, murieron en 1609. La causa de su muerte en todos los casos fue la fiebre, probablemente el paludismo. Sus tumbas son cubiertas de losas de mármol con bordes, crestas y escudos en colores. Yacen a unos 4 metros por el lado izquierdo del altar cuando se mira y normalmente son cubiertos por una alfombra.
Lord Tyrone murió en 1616 y fue enterrado en la iglesia con mucho menos solemnidad. La piedra sepulcral original se perdió alrededor de 1849, pero el texto de su corta inscripción se copió: "D.O.M. Hugonis principis ONelli ossa" (Dedicado a Dios el mejor y el más grande. Los huesos del príncipe Hugh O'Neill). En 1989, el Cardenal Tomás Ó Fiaich colocó una nueva placa de mármol con la misma inscripción en el que es aproximadamente el lugar original.

## Galería

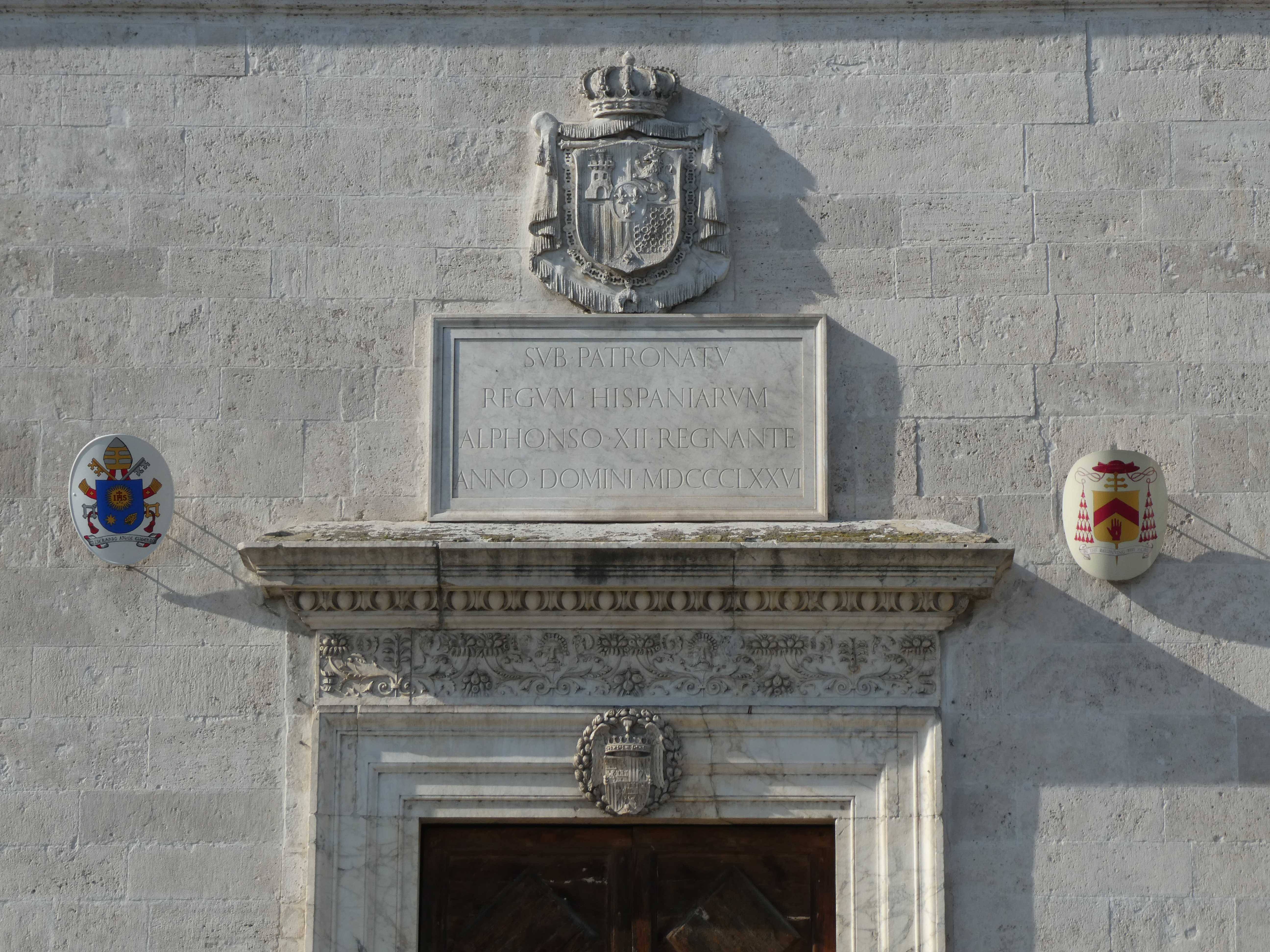
Escudos en la portada de la iglesia.
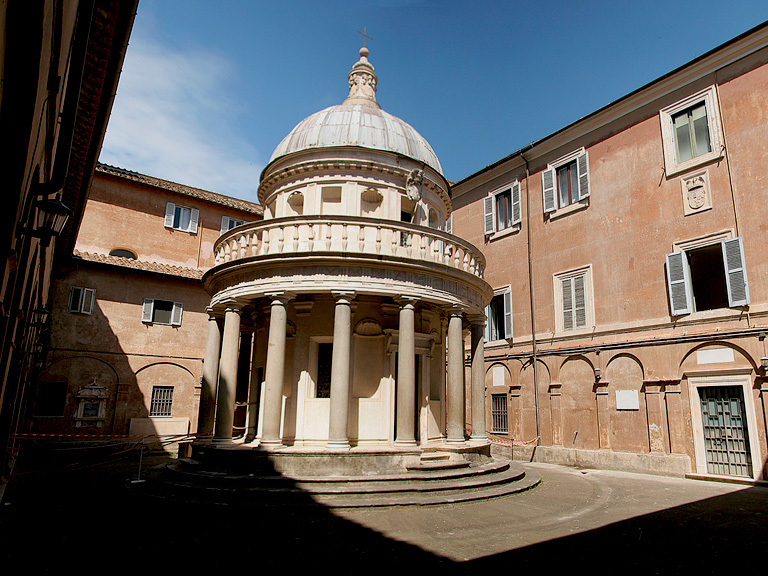
Tempietto de Bramante.
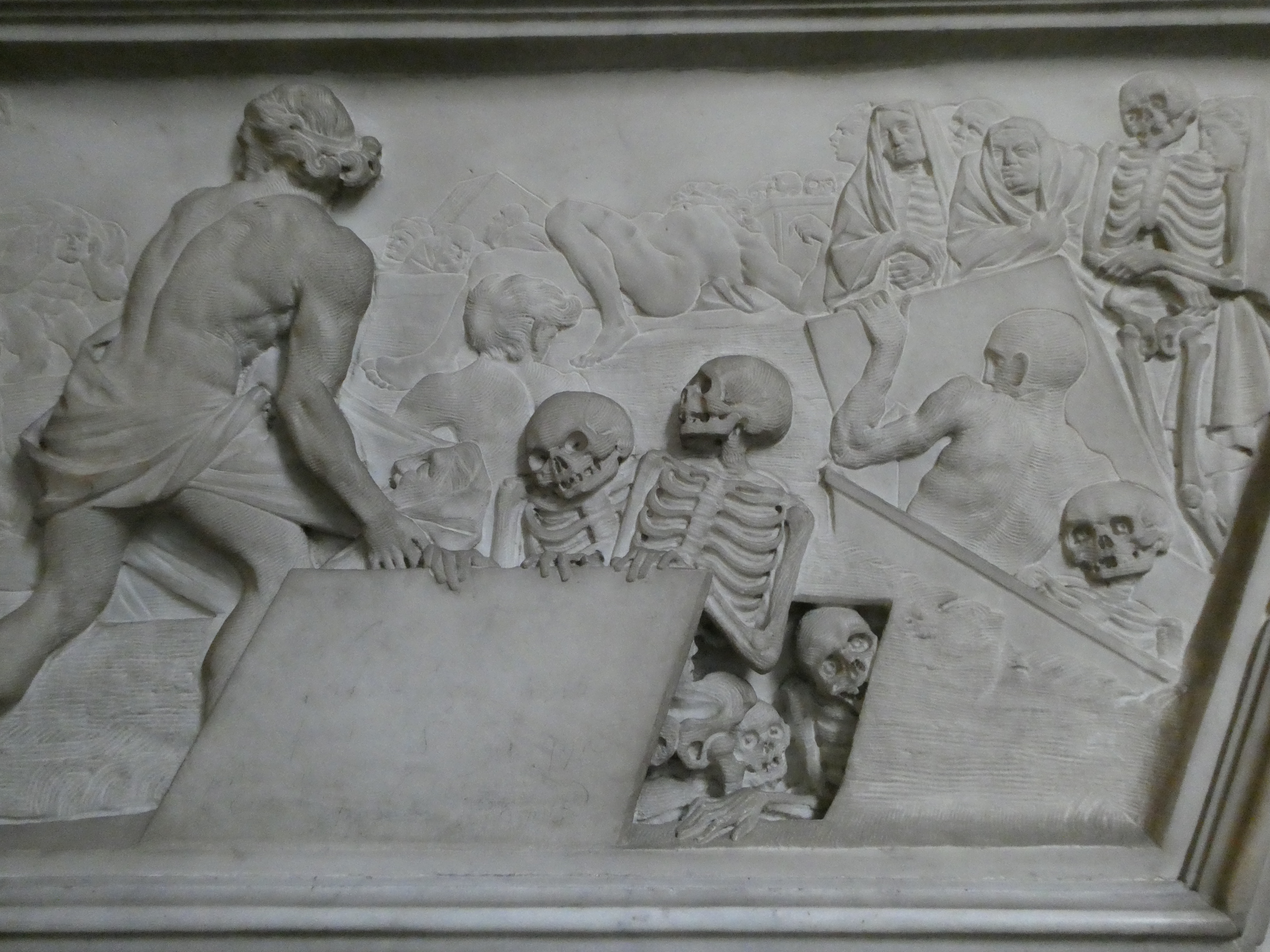
Capilla Raimondi. Detalle de un relieve con esqueletos.